# Northwood Hills (London Underground)

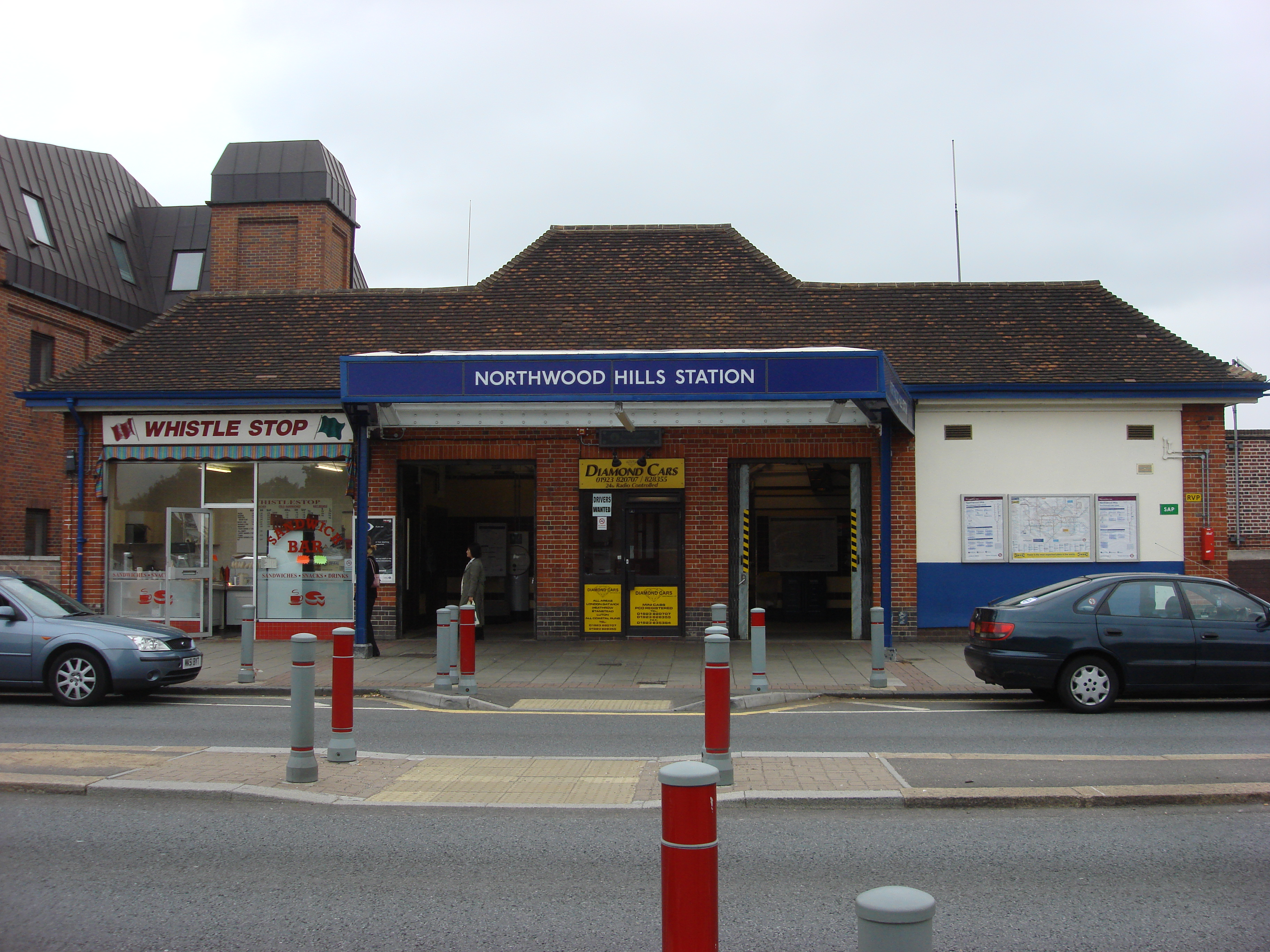
Stationsgebäude

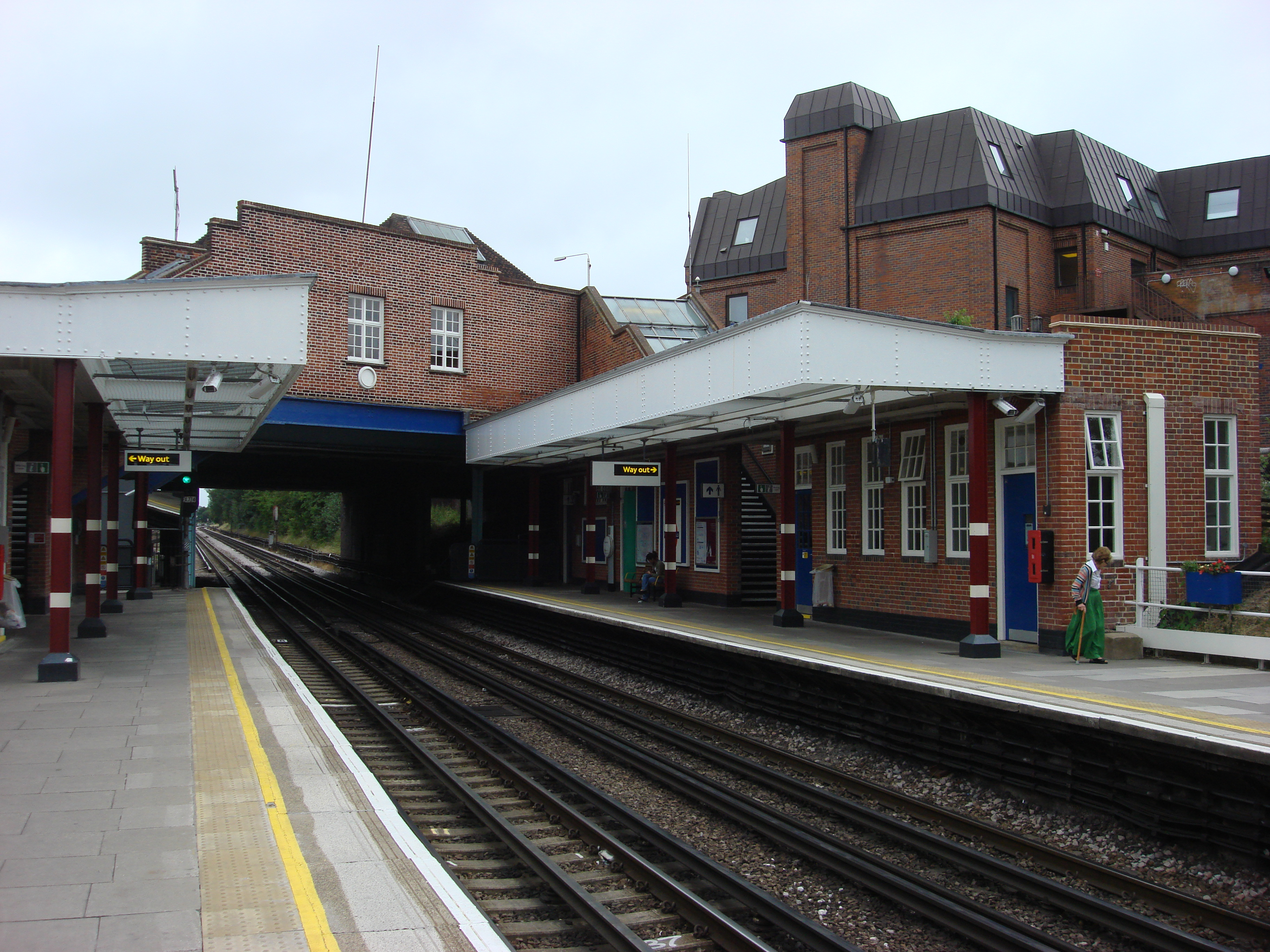
Bahnsteig

Northwood Hills ist eine oberirdische Station der London Underground im Stadtbezirk London Borough of Hillingdon. Sie liegt in der Travelcard-Tarifzone 6 an der Joel Street. Die von der Metropolitan Line bediente Station wurde im Jahr 2013 von 1,48 Millionen Fahrgästen genutzt.
Die Station liegt am viergleisigen Streckenabschnitt zwischen Harrow-on-the-Hill und Moor Park. Nur die beiden nördlichen Gleise verfügen über Seitenbahnsteige, an diesen halten Lokalzüge der Metropolitan Line. Expresszüge der Metropolitan Line sowie sämtliche Züge der Bahngesellschaft Chiltern Railways fahren auf den beiden südlichen Gleisen ohne Halt durch.
Die Strecke nach Rickmansworth war bereits im Jahr 1887 durch die Metropolitan Railway (Vorgängergesellschaft der Metropolitan Line) eröffnet und 1925 elektrifiziert worden. Die Bevölkerungsdichte in der Gegend war jedoch zunächst sehr gering, weshalb die Eröffnung der Station erst am 13. November 1933 erfolgte. Ihren Namen erhielt die Station in einem Wettbewerb. Die Bezeichnung Hills scheint darauf hinzudeuten, dass sich die Station auf einem Hügelzug befindet, tatsächlich liegt sie aber sogar tiefer als Northwood. Im Jahr 1961 erhielt die Strecke zwischen Harrow-on-the-Hill und Northwood Hills eine zweite Doppelspur. Ein Jahr später wurde diese bis zur Verzweigung nördlich von Moor Park ausgedehnt.